# Katsuyuki Miyajima
Katsuyuki Miyajima (Japans: 宮嶋 克幸, Miyajima Katsuyuki) (Sapporo, 27 december 1995) is een Japans skeletonracer.

## Carrière
Miyajima maakte zijn wereldbekerdebuut in het seizoen 2016/17 waar hij als junior 25e werd, in het seizoen 2017/18 nam hij maar aan twee wereldbekerwedstrijden deel en werd in de eindstand 37e.
Hij nam in 2018 ook deel aan de Olympische Winterspelen waar hij 26e werd.

## Resultaten

### Olympische Spelen
| Jaar | Plaats      | Resultaat |
| ---- | ----------- | --------- |
| 2018 | Pyeongchang | 26e       |

### Wereldbeker
Eindklasseringen
| Seizoen   | Rang |
| --------- | ---- |
| 2016/2017 | 25e  |
| 2017/2018 | 37e  |